# نيفي سيلز (لعبة فيديو)
نيفي سيلز (بالإنجليزية: Navy SEALS)‏ ، هي لعبة إلكترونية من نوع أكشن، أنتجت ونشرت من قبل شركة أوشن الترفيهية بالولايات المتحدة الأمريكية سنة 1990م، وتعمل على عدة أنظمة ألعاب فيديو وهي زد إكس سبكتروم وكومودور 64 وأمتسراد إس بي إس وأميغا وأتاري إس تي ونينتندو جيم بوي.